# Винченцо Макулани
Винченцо Макулани (на италиански: Vincenzo Maculani, също Fra Fiorenzuola, Vincenzo Maculano или Gaspare Maculano, * 11 септември 1578, Фиоренцуола д'Арда при Пиаченца, † 16 февруари 1667, Рим) е италиански католически кардинал, инквизитор и военен архитект.

## Произход и религиозна дейност
Макулани е роден като Гаспаре Макулано и през 1594 г. сменя името си на Винченцо. Следва теология, геометрия и архитектура в Болонския университет. Той влиза в доминикантския конвент на Павия. В Генуа и Гави работи като военен архитект.
Макулани става член на Курията. Той е инквизитор в Падуа през 1627 г. и в Генуа от 1627 до 1629 г. Като генералкомисар участва в процеса против Галилео Галилей.
Папа Урбан VIII го прави през 1639 г. майстор на светия палат и на 10 или 16 декември 1641 г. кардинал на църквата Сан Клементе в Рим. От 1642 до 1644 г. той е архиепископ на Беневенто. Умира през 1667 г. и е погребан в църквата Санта Сабина на Авентин в Рим.
Винченцо Макулани конструира през 1644 г. вратата Порта Портезе на хълма на стената Яникул в Рим.